# Schilleningken (Kirchspiel Schirwindt)
Schilleningken (Kirchspiel Schirwindt), von 1938 bis 1945: Ostdorf (Ostpr.), ist ein verlassener Ort im Rajon Krasnosnamensk der russischen Oblast Kaliningrad. Der Ortsname leitet sich von litauisch Šilininkai (Heidebewohner) ab.

## Geographische Lage
Schilleningken lag 24 Kilometer nordöstlich der einstigen Kreisstadt Pillkallen (von 1938 bis 1946 Schloßberg) am Westufer der Scheschuppe (Шешупе, Šešupė), die hier die Grenze zwischen Russland und Litauen bildet.
Schilleningken war bis 1945 der östlichste Ort des Deutschen Reiches. (Die östlichste Stadt des Deutschen Reiches war Schirwindt.)
Von Schirwindt (heute russisch: Kutusowo) führte eine unwegsame Straße direkt in den Ort. Schirwindt war außerdem bis 1945 die nächste Bahnstation an der Bahnstrecke von Pillkallen über Grumbkowkeiten nach hier, die von der Pillkaller Kleinbahn betrieben wurde.

## Geschichte

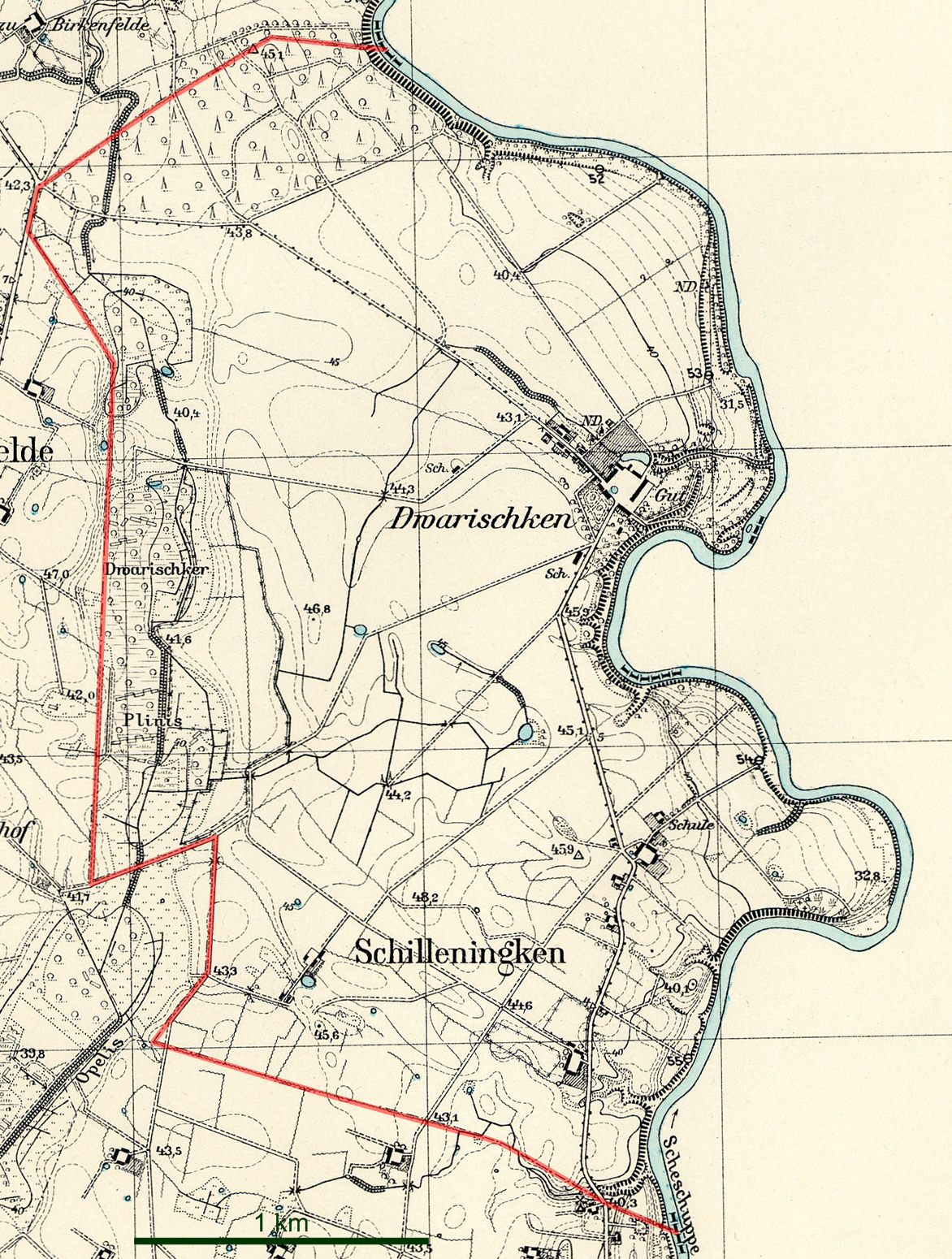
Die Landgemeinde Schilleningken (Kirchspiel Schirwindt) auf einem Messtischblatt von 1934

### Frühe Neuzeit und 19. Jahrhundert
Schilleningken wird in den historischen Quellen erstmals 1664 erwähnt. Um 1780 war Schillenincken ein königliches Bauerndorf. 1874 wurde die Landgemeinde Schilleningken in den neu gebildeten Amtsbezirk Schirwindt im Kreis Pillkallen eingegliedert. Zur Unterscheidung eines weiteren Ortes namens Schilleningken im Kreis Pillkallen, der zum Kirchspiel Lasdehnen gehörte, bekam dieser Ort den Namenszusatz Kirchspiel Schirwindt.

### 20. Jahrhundert
1928 wurde der Gutsbezirk Dwarischken (siehe unten) an die Landgemeinde Schilleningken (Kirchspiel Schirwindt) angeschlossen. 1938 wurde Schilleningken (Kirchspiel Schirwindt) in Ostdorf (Ostpr.) umbenannt.
In Folge des Zweiten Weltkrieges wurde der nördliche Teil Ostpreußens gemäß Artikel V des Potsdamer Abkommens 1945 der Sowjetunion zugeschlagen. Die überlebenden Einwohner von Schilleningken gerieten in Gefangenschaft oder wurden vertrieben. Einen russischen Namen erhielt der Ort nicht mehr.

### Einwohnerentwicklung
| Jahr | Einwohner | Bemerkungen                |
| ---- | --------- | -------------------------- |
| 1867 | 134       |                            |
| 1871 | 108       |                            |
| 1885 | 106       |                            |
| 1905 | 80        |                            |
| 1910 | 62        |                            |
| 1933 | 195       | einschließlich Dwarischken |
| 1939 | 142       |                            |

### Dwarischken (Löbelshorst)
Dwarischken war um 1780 ein adeliges Dorf und ein kölmisches Gut. 1874 kam auch der Gutsbezirk Dwarischken in den Amtsbezirk Schirwindt. 1928 wurde er an die Landgemeinde Schilleningken (Kirchspiel Schirwindt) angeschlossen. Dort wurde der Ortsteil Dwarischken 1938 in Löbelshorst umbenannt.

#### Einwohnerentwicklung
| Jahr | Einwohner |
| ---- | --------- |
| 1867 | 155       |
| 1871 | 144       |
| 1885 | 164       |
| 1905 | 198       |
| 1910 | 197       |
| 1925 | 158       |

#### Söhne und Töchter des Ortes
- Karl Ludwig von Plehwe (1834–1920), Jurist, Richter am Oberlandesgericht Königsberg

## Kirche
Die Einwohner von Schilleningken resp. Ostdorf waren vor 1945 fast ausnahmslos evangelischer Konfession. Das Dorf war in das Kirchspiel der Immanuel-Kirche Schirwindt eingepfarrt, die zum Kirchenkreis Pillkallen (Schloßberg) in der Kirchenprovinz Ostpreußen der Kirche der Altpreußischen Union gehörte.